# Incipit
Incipit, her begynder, betegner det ord, med hvilket titlen almindeligvis indledes i latinske håndskrifter og i de ældre trykte bøger, som ikke havde noget titelblad.